# Polymerus standishi
Polymerus standishi är en insektsart som beskrevs av Knight 1943. Polymerus standishi ingår i släktet Polymerus och familjen ängsskinnbaggar. Inga underarter finns listade i Catalogue of Life.